# Popjustice £20 Music Prize
Il Popjustice £20 Music Prize è un premio annuale organizzato dal sito internet Popjustice che viene assegnato ai cantanti del miglior singolo pop britannico dell'anno precedente.
Per poter partecipare, la canzone deve essere eseguita da un cantante britannico e deve essere stata pubblicata nei 12 mesi precedenti alle nomination, che avvengono a luglio. Il vincitore riceve 20 sterline (£) per contrastare ironicamente il premio di 20.000 sterline assegnato al vincitore del Premio Mercury.
Nato nel 2003, il premio è stato vinto per ben 5 volte dalle Girls Aloud, nominate per tutte le edizioni dal 2003 al 2009.

## Albo d'oro
| Anno | Canzone                   | Artista        | Note  |
| ---- | ------------------------- | -------------- | ----- |
| 2003 | No Good Advice            | Girls Aloud    | [ 4 ] |
| 2004 | Some Girls                | Rachel Stevens | [ 4 ] |
| 2005 | Wake Me Up                | Girls Aloud    | [ 4 ] |
| 2006 | Biology                   | Girls Aloud    | [ 4 ] |
| 2007 | Rehab                     | Amy Winehouse  | [ 4 ] |
| 2008 | Call the Shots            | Girls Aloud    | [ 4 ] |
| 2009 | The Promise               | Girls Aloud    | [ 4 ] |
| 2010 | Kickstarts                | Example        | [ 4 ] |
| 2011 | Higher                    | The Saturdays  | [ 4 ] |
| 2012 | Jealousy                  | Will Young     | [ 4 ] |
| 2013 | The Mother We Share       | Chvrches       | [ 4 ] |
| 2014 | Move                      | Little Mix     | [ 4 ] |
| 2015 | Black Magic               | Little Mix     | [ 5 ] |
| 2016 | Pillowtalk                | Zayn           | [ 4 ] |
| 2017 | Touch                     | Little Mix     | [ 4 ] |
| 2018 | Anywhere                  | Rita Ora       | [ 4 ] |
| 2019 | About Work the Dancefloor | Georgia        | [ 4 ] |
| 2020 | TBA                       | TBA            | [ 4 ] |

## Edizioni

### Edizione 2003
| Canzone                      | Artista            | Album                                | Risultato       |
| ---------------------------- | ------------------ | ------------------------------------ | --------------- |
| If You're Not the One        | Daniel Bedingfield | Gotta Get Thru This                  | Candidato/a     |
| Misfit                       | Amy Studt          | False Smiles                         | Candidato/a     |
| No Good Advice               | Girls Aloud        | Sound of the Underground             | Vincitore/trice |
| Say Goodbye                  | S Club             | Best - The Greatest Hits Of S Club 7 | Candidato/a     |
| Scandalous                   | Mis-Teeq           | Eye Candy                            | Candidato/a     |
| Seventeen                    | Ladytron           | Light & Magic                        | Candidato/a     |
| Stop Sign                    | Abs                | Abstract Theory                      | Candidato/a     |
| Sundown                      | S Club 8           | Sundown                              | Candidato/a     |
| What I Go to School For      | Busted             | Busted                               | Candidato/a     |
| Lately Nominata dal pubblico | Lisa Scott-Lee     | Never Or Now                         | Candidato/a     |

### Edizione 2004
| Canzone                     | Artista        | Album                         | Risultato       |
| --------------------------- | -------------- | ----------------------------- | --------------- |
| Crashed the Wedding         | Busted         | A Present for Everyone        | Candidato/a     |
| Five Colours in Her Hair    | McFly          | Room on the 3rd Floor         | Candidato/a     |
| Hole in the Head            | Sugababes      | Three                         | Candidato/a     |
| Leave Right Now             | Will Young     | Friday's Child                | Candidato/a     |
| Maybe                       | Emma Bunton    | Free Me                       | Candidato/a     |
| Never Felt Like This Before | Shaznay Lewis  | Open                          | Candidato/a     |
| The Show                    | Girls Aloud    | What Will the Neighbours Say? | Candidato/a     |
| Some Girls                  | Rachel Stevens | Funky Dory                    | Vincitore/trice |
| Somewhere Only We Know      | Keane          | Hopes and Fears               | Candidato/a     |
| Superstar                   | Jamelia        | Thank You                     | Candidato/a     |
| Surrender                   | Javine         | Surrender                     | Candidato/a     |
| Sweet Dreams My LA Ex       | Rachel Stevens | Funky Dory                    | Candidato/a     |

### Edizione 2005
| Canzone                            | Artista          | Album                         | Risultato       |
| ---------------------------------- | ---------------- | ----------------------------- | --------------- |
| Crazy Chick                        | Charlotte Church | Tissues and Issues            | 8°              |
| Don't Play Nice                    | Verbalicious     |                               | 9°              |
| Dumb                               | The 411          | Between the Sheets            | 4°              |
| Every Day I Love You Less and Less | Kaiser Chiefs    | Employment                    | 7°              |
| In My Arms                         | Mylo             | Destroy Rock & Roll           | 7°              |
| Lola's Theme                       | Shapeshifters    |                               | 10°             |
| Negotiate With Love                | Rachel Stevens   | Come and Get It               | 2°              |
| Oh My Gosh                         | Basement Jaxx    | The Singles                   | 3°              |
| Ooh La La                          | Goldfrapp        | Supernature                   | 6°              |
| Out of Touch                       | Uniting Nations  |                               | 12°             |
| Radio                              | Robbie Williams  | Greatest Hits                 | 11°             |
| Wake Me Up                         | Girls Aloud      | What Will the Neighbours Say? | Vincitore/trice |

### Edizione 2006
| Canzone                              | Artista        | Album                     | Risultato       |
| ------------------------------------ | -------------- | ------------------------- | --------------- |
| Biology                              | Girls Aloud    | Chemistry                 | Vincitore/trice |
| DARE                                 | Gorillaz       | Demon Days                | 4°              |
| Destroy Everything You Touch         | Ladytron       | Witching Hour             | 12°             |
| I Said Never Again (But Here We Are) | Rachel Stevens | Come and Get It           | 5°              |
| Number 1                             | Goldfrapp      | Supernature               | 10°             |
| Over and Over                        | Hot Chip       | The Warning               | 11°             |
| Push the Button                      | Sugababes      | Taller in More Ways       | 3°              |
| Smile                                | Lily Allen     | Alright, Still            | 6°              |
| Supermassive Black Hole              | Muse           | Black Holes & Revelations | 2°              |
| Up All Night                         | Matt Willis    | Matt Willis               | 7°              |
| Valentine                            | Delays         | You See Colours           | 9°              |
| Who Am I                             | Will Young     | Keep On                   | 8°              |

### Edizione 2007
| Canzone               | Artista               | Album                    | Risultato       |
| --------------------- | --------------------- | ------------------------ | --------------- |
| Acceptable in the 80s | Calvin Harris         | I Created Disco          | Candidato/a     |
| Beware of the Dog     | Jamelia               | Walk with Me             | 2°              |
| Catch You             | Sophie Ellis-Bextor   | Trip the Light Fantastic | Candidato/a     |
| Don't Give It Up      | Siobhán Donaghy       | Ghosts                   | Candidato/a     |
| Foundations           | Kate Nash             | Made of Bricks           | Candidato/a     |
| Overpowered           | Róisín Murphy         | Overpowered              | Candidato/a     |
| She's Madonna         | Robbie Williams       | Rudebox                  | Candidato/a     |
| Shine                 | Booty Luv             | Boogie 2nite             | Candidato/a     |
| Something Kinda Ooooh | Girls Aloud           | The Sound of Girls Aloud | 4°              |
| Stop Me               | Mark Ronson           | Version                  | Candidato/a     |
| Rehab                 | Amy Winehouse         | Back to Black            | Vincitore/trice |
| Yeah Yeah             | Bodyrox feat. Luciana |                          | 3°              |

### Edizione 2008
| Canzone                       | Artista                               | Album              | Risultato       |
| ----------------------------- | ------------------------------------- | ------------------ | --------------- |
| A&E                           | Goldfrapp                             | Seventh Tree       | Candidato/a     |
| About You Now                 | Sugababes                             | Change             | 2°              |
| Bleeding Love                 | Leona Lewis                           | Spirit             | Candidato/a     |
| Call the Shots                | Girls Aloud                           | Tangled Up         | Vincitore/trice |
| Dance wiv Me                  | Dizzee Rascal featuring Calvin Harris | Tongue N' Cheek    | Candidato/a     |
| Flux                          | Bloc Party                            |                    | 3°              |
| Money                         | Daggers                               |                    | Candidato/a     |
| That's Not My Name            | The Ting Tings                        | We Started Nothing | Candidato/a     |
| Valerie                       | Mark Ronson featuring Amy Winehouse   | Version            | Candidato/a     |
| Ready For The Floor           | Hot Chip                              | Made in the Dark   | Candidato/a     |
| Song 4 Mutya (Out of Control) | Groove Armada featuring Mutya Buena   | Soundboy Rock      | Candidato/a     |
| Stuck On Repeat               | Little Boots                          |                    | Candidato/a     |

### Edizione 2009
| Canzone               | Artista        | Album                 | Risultato       |
| --------------------- | -------------- | --------------------- | --------------- |
| Beat Again            | JLS            |                       |                 |
| Better Off As Two     | Frankmusik     | Complete Me           |                 |
| I'm Not Alone         | Calvin Harris  | Ready for the Weekend |                 |
| In for the Kill       | La Roux        | La Roux               |                 |
| Love Etc.             | Pet Shop Boys  | Yes                   |                 |
| Method of Modern Love | Saint Etienne  | London Conversations  |                 |
| New In Town           | Little Boots   | Hands                 |                 |
| Take Me Back          | Tinchy Stryder | Catch 22              |                 |
| The Promise           | Girls Aloud    | Out of Control        | Vincitore/trice |
| Up                    | The Saturdays  | Chasing Lights        |                 |
| The Boy Does Nothing  | Alesha Dixon   | The Alesha Show       |                 |
| The Fear              | Lily Allen     | It's Not Me, It's You |                 |

### Edizione 2010
| Canzone                | Artista                                  | Album                              | Risultato       |
| ---------------------- | ---------------------------------------- | ---------------------------------- | --------------- |
| Bad Boys               | Alexandra Burke                          | Overcome                           | Quinta          |
| One Touch              | Mini Viva                                |                                    | Ottava          |
| Left My Heart in Tokyo | Mini Viva                                |                                    | Sesta           |
| Bittersweet            | Sophie Ellis-Bextor                      | Straight To The Heart              | Terza           |
| I Won't Kneel          | Groove Armada                            | Black Light                        | Dodicesima      |
| Kickstarts             | Example                                  | Won't Go Quietly                   | Vincitore/trice |
| Wonderful Life         | Hurts                                    | Happiness                          | Quarta          |
| Real Late Starter      | Nerina Pallot                            | The Graduate                       | Nona            |
| Never Leave You        | Tinchy Stryder featuring Amelle Berrabah | Catch 22                           | Undicesima      |
| I Wish                 | Mini Viva                                |                                    |                 |
| Once                   | Diana Vickers                            | Songs from the Tainted Cherry Tree | Decima          |
| I Am Not a Robot       | Marina and the Diamonds                  | The Family Jewels                  | Settima         |